# Generația lui 98
Generația lui 98 este numele tradițional sub care s-au grupat scriitorii, eseiștii și poeții spanioli care s-au simțit profund afectați de criza morală, politică și socială provocată în Spania de pierderea coloniilor Cuba, Puerto Rico și Filipine, în 1898. Toți membrii acestei generații s-au născut între 1864 și 1875.
S-au inspirat din curentul de critică al canovismului (politica lui Antonio Cánovas del Castillo, conservator din secolul XIX), denumit regeneraționism și și-au exprimat viziunea artistică de grup în La generación del 98. Clásicos y modernos.
Acești autori au început prin a scrie într-o manieră tinerească hipercritică și de stânga, pentru a se orienta mai târziu către o concepție tradițională a vechiului și al noului. Au existat însă și polemici : Pío Baroja și Ramiro de Maeztu au negat existența unei astfel de generații, în timp ce Pedro Salinas, în urma unor studii aprofundate, a afirmat-o în lecturile sale universitare și într-un articol publicat în „Revista de Occidente” (decembrie 1935), urmărind conceptul de „generație literară” definit de Petersen.
José Ortega y Gasset a făcut distincția între anii 1857 și 1872, de primul aparținând scriitori precum Ganivet și Unamuno, și de cealaltă membrii mai tineri. Discipolul său Julián Marías, utilizând conceptul de „generație istorică” și data centrală 1871, a stabilit că de ea aparțin Unamuno, Ángel Ganivet, Valle-Inclán, Jacinto Benavente, Carlos Arniches, Vicente Blasco Ibáñez, José María Gabriel y Galán, Manuel Gómez Moreno, Miguel Asín Palacios, Serafín Álvarez Quintero, Pío Baroja, Azorín, Joaquín Álvarez Quintero, Ramiro de Maeztu, Manuel Machado, Antonio Machado și Francisco Villaespesa.
Critica adusă conceptului de generație a fost realizată inițial de Juan Ramón Jiménez într-o lectură din anii '50 la Universidad de Puerto Rico, și apoi mai târziu de către un important grup de critici, de la Federico de Onís, Ricardo Gullón, Allen W. Phillips, Yvan Shulman până la José Carlos Mainer y Germán Gullón, printre alții. Toți și-au exprimat îndoiala privind opoziția dintre conceptul de Generație a lui 98 și cel de modernism.

## Figuri cheie
- Joaquín Costa
- Miguel de Unamuno
- Ramón del Valle Inclán
- José Martínez Ruiz (Azorín)
- Pío Baroja
- Antonio Machado
- Manuel Machado
- Ramiro de Maeztu